# Стів Кліффорд
Стівен Генрі Кліффорд (англ. Steven Henry Clifford; нар. 17 вересня 1961) — американський професійний баскетбольний тренер, який є головним тренером команди НБА «Шарлотт Горнетс».